# Plaça de Sant Roc
La plaça de Sant Roc de Sabadell és una plaça on hi ha la seu central de l'Ajuntament de Sabadell, la que havia sigut seu central del Banc de Sabadell, l'Església de Sant Fèlix, l'Ateneu i el primer establiment de la cadena Viena. Durant anys, hi ha hagut el poder polític, financer i eclesiàstic en aquest espai, per la qual cosa és considerat el rovell de l'ou de la ciutat.
Es va formar a finals del segle xvi com a placeta dels Estricadors. El 1873 es va dir plaça de la Constitució, el 1874 va prendre el nom de Sant Roc, el 1902 es va dir de Pi i Margall i el 1939 va tornar-se a dir de Sant Roc, fins avui. El 2000 s'hi van dur a terme unes excavacions arqueològiques i s'hi van descobrir restes del segle xiv, que en aquell moment eren fora muralles.
Des del 2010, és plaça castellera gràcies als Castellers de Sabadell, que hi tenen col·locades tres plaques, i s'hi celebra la Diada dels Saballuts.